# Lou Roe
Louis Marquel Roe, detto Lou (Atlantic City, 14 luglio 1972), è un ex cestista statunitense, professionista nella NBA, in Europa, Asia e Sudamerica.

## Carriera
È stato selezionato dai Detroit Pistons al secondo giro del Draft NBA 1995 (30ª scelta assoluta).

## Palmarès

### Individuale
- NCAA AP All-America Second Team (1995)
- Liga ACB MVP: 1

Gijon: 2000-01